# Tom Poes (stripreeks)
De Nederlandse stripreeksen rond Tom Poes en Heer Bommel zijn door schrijver en tekenaar Marten Toonder vanaf 1941 begonnen. De publicatie van de strips betrof tekststrips in kranten, ballonstrips in tijdschriften en verschillende reclamebrochures.
De verhalen draaien om antropomorfe dieren en enkele menselijke personages. Veel van de verhalen spelen zich geheel of gedeeltelijk af in de fictieve plaats Rommeldam en omgeving.
Voor de in totaal 177 tekststrips (met de tekst onder de plaatjes) die van 16 maart 1941 tot 20 januari 1986 doorlopend en daarna opnieuw in verscheidene kranten eenmalig in 2016 zijn verschenen, wordt gewoonlijk de naam Bommelsaga gebruikt. De Bommelsaga is met enige afstand de bekendste van Toonders hand.
Van 1950 tot 1969 en van 1980 tot 1988 verschenen er 77 ballonstrips (strips met tekstballonnen) in het striptijdschrift Donald Duck, die grotendeels werden geschreven en getekend door de medewerkers van de Toonder Studio's. Deze strips worden gezamenlijk soms aangeduid als Tom Poes-verhalen of (ten onrechte) als De avonturen van Tom Poes. Deze laatste titel wordt ook gebruikt voor enkele verzamelbundels (9 delen).

## Publicatiegeschiedenis

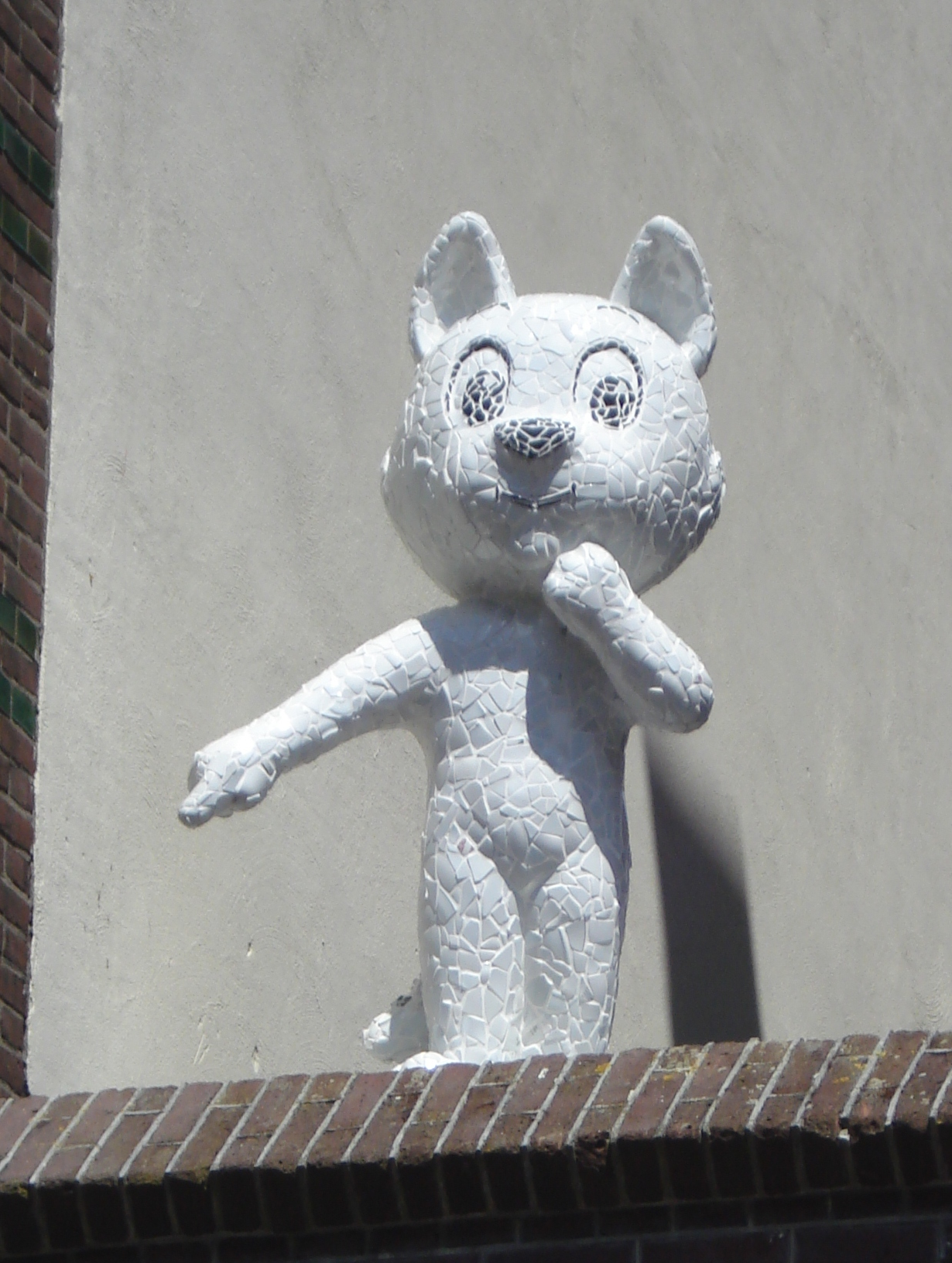
Beeld van Tom Poes in Rotterdam.

### Oorsprong
In 1931 maakte de jonge Marten Toonder een zeereis naar Buenos Aires. Daar ontmoette hij Jim Davis, een voormalige assistent van de geestelijke vaders van Felix de Kat, Pat Sullivan of Otto Messmer. Deze brachten Toonder in korte tijd enkele principes van het striptekenen bij. Het is mogelijk dat deze ervaring Toonder ertoe heeft gebracht juist een kat de hoofdrol in zijn grote stripreeks te geven.:104-112

### Dagstrips - de Bommelsaga
Het eerste verhaal Het geheim der blauwe aarde verscheen op 16 maart 1941 in De Telegraaf, nadat Toonder al in juli 1939 een toen nog naamloze poes had ontwikkeld.:189 Hoofdredacteur Johannes Cornelis Fraenkel dwong Marten Toonder tot het scheiden van tekeningen en tekst en verbood het aansnijden van actuele onderwerpen. Bovendien eiste hij een pakkende naam. De naam Tom Poes werd door Toonders vrouw Phiny Dick opgeworpen toen ze met moorkoppen thuis kwam van de bakker. Marten Toonder vroeg haar ook de strip te schrijven, maar na zes afleveringen van het eerste verhaal gaf ze die opdracht terug aan hem.:70-76 De strip werd echter wel vanaf het begin getekend door Toonder.
De strip is tot 20 november 1944 blijven verschijnen in De Telegraaf en werd toen tegen het einde van het verhaal De Chinese waaier abrupt afgebroken.
Een jaar na de oorlog verscheen de strip in 22 talen en in ruim 50 kranten.
Op 10 maart 1947 werd de serie gelijktijdig hervat in de kranten Nieuwe Rotterdamsche Courant (het huidige NRC Handelsblad) en de Volkskrant met het verhaal De wonderdokter. Het verscheen verscheidene decennia in deze kranten en in enkele regionale dagbladen. Bij deze tekststrips staan de teksten naast of onder de tekeningen.
Waar Toonder aanvankelijk teksten schreef "om de tekeningen te verduidelijken", werden vanaf ca. 1950 geleidelijk de rollen omgedraaid. Toonder was niet langer in de eerste plaats een tekenaar, maar werd een verteller. Zijn verhaaltrant kent vele eigenaardigheden, waarvan enkele woorden sindsdien als neologismen hun weg in het dagelijks taalgebruik hebben gevonden.
Bij het vertrek van hoofdredacteur Joop Lücker bij de Volkskrant in 1964 trok Toonder uit solidariteit zijn strip terug uit die krant. Veel later volgden ook andere landelijke en regionale dagbladen met opname van de strip. Op 20 januari 1986 verscheen de laatste aflevering van het laatste verhaal Het einde van eindeloos. Nadien zijn veel dagbladen doorgegaan met de herpublicatie van oudere verhalen. De dagbladpublicaties zijn bekend geworden onder de naam Bommelsaga.

### Weekstrips
Naast de krantenstrips met tekst onder de tekeningen zijn er ook vele tientallen verhalen van Tom Poes en Heer Bommel gepubliceerd in onder andere het weekblad Donald Duck, uitgevoerd als ballonstrips. Deze verhalen bevatten overwegend dezelfde personages als de krantenstrips en hebben ook vergelijkbare motieven, zoals reizen naar vreemde oorden, maar ze zijn wat meer op kinderpubliek gericht dan de krantenstrips en hebben dan ook minder diepgang. Een deel van deze ballonstrips zijn bewerkingen van de eerder verschenen dagstrips, andere zijn geheel nieuwe verhalen. De meeste weekstripverhalen waren niet van de hand van Toonder zelf, maar van andere medewerkers van de Toonder Studio's.
De weekstrip Tom Poes verscheen eerst in Donald Duck van 1 oktober 1955 tot 23 augustus 1969, vervolgens opnieuw van 22 augustus 1980 tot 7 oktober 1988, en daarna nog eens kortstondig in 1999 en 2000. Het allereerste verhaal in Donald Duck was De toverleerling. Het ding X13 was in 1984 voorlopig het laatste echt nieuwe verhaal dat als ballonstrip in de Donald Duck verscheen. Hierna volgde nog een ingekorte versie van Het klerenkoffertje, een verhaal dat in 1956 ook al in het weekblad was verschenen. In de daaropvolgende jaren verschenen enkele oudere verhalen opnieuw als ballonstrip in Donald Duck. De laatste twee verhalen werden verzorgd door Dick Matena, die eind jaren negentig de strip op verzoek van Toonder Studio's voortzette.
De weekstrips zijn ook verschenen in onder meer de tijdschriften Ons Vrij Nederland en Revue. Enkele platen zijn hiervan opnieuw getekend, omdat de oorspronkelijke tekeningen bij een brand op Kasteel Nederhorst (waar Toonder Studio's destijds was gevestigd) verloren waren gegaan. De laatste vijf Tom Poes-verhalen die in de tweede helft van de jaren 80 in Donald Duck zijn verschenen, zijn overdrukken van verhalen die oorspronkelijk in Revue waren verschenen.
Vanaf 8 maart 2013 verscheen een nieuw Tom Poes-verhaal, de Pas-Kaart, dat werd voorgepubliceerd in tien nummers van het emigratiemagazine VertrekNL. Het was geschreven en getekend door Dick Matena.

### Andere strips
De eerste buitenlandse publicatie verscheen op 18 december 1941 in het tweewekelijks blad "Punta" in Tsjecho-Slowakije.:199

## Personages

### Hoofdpersonages
Aanvankelijk was de kat Tom Poes de enige hoofdfiguur en de naamgever van de strip. Latere verhalen kregen vaak de naam van de beer Heer Bommel, die in het derde avontuur In den toovertuin zijn intrede deed. Heer Bommel werd in eerste instantie een vast personage in de strips, waarna hij zich naast Tom Poes eerst ontwikkelde tot de tweede en later tot de belangrijkste hoofdrolspeler. Tom Poes woont al die jaren aan de Zandweg in een eenvoudig huisje, vlak bij het kasteel aan de Distellaan.
De verhalen kenmerken zich met name door de voortdurende interactie tussen deze twee hoofdpersonen: enerzijds de slimme, bijna betweterige Tom Poes en anderzijds de goedbedoelende, maar ietwat naïeve en dommige "heer van stand". Het grote succes van de strip is waarschijnlijk voor een groot deel hierop terug te voeren.
Het geheim van het noorderlicht (1943) is het enige verhaal na In den toovertuin zonder belangrijke rol voor heer Bommel. Het 153e verhaal, Het griffoen-ei, gepubliceerd in 1976, is het enige verhaal in de reeks waar Tom Poes geen rol in heeft.

### Belangrijke nevenpersonages
Joost is de vaste bediende in het kasteel Bommelstein. Bekende en in veel verhalen terugkerende inwoners van Rommeldam en mede-clubleden van de Kleine Club zijn onder andere de notabelen Markies de Canteclaer, de burgemeester Dickerdack, en O. Fanth Mzn, de uitgever van de lokale krant. De wetenschap wordt vertegenwoordigd door enerzijds de 'goede' professor Prlwytzkofsky (stadsfenomenoloog) met zijn assistent Alexander Pieps en anderzijds de zelfstandig ondernemende en 'slechte' geleerde Sickbock. Tot het Kleine Volkje behoren onder andere de zorgzame werker Pee Pastinakel, de denker Kwetal en de minstreel Lut Lierelij.
Tegenspelers van Heer Bommel en Tom Poes zijn onder andere magister Hocus Pas, de Zwarte Zwadderneel, de vrije jongens(boeven) Bul Super en Hiep Hieper en de reeds genoemde Sickbock. Vertegenwoordigers van het gezag zijn de politiecommissaris Bulle Bas, Brigadier Snuf en ambtenaar 1ste klasse Dorknoper. De wat alleen opererende personages zijn verder de zeekapitein Wal Rus, de kunstenaar Terpen Tijn en de levensgenieter Wammes Waggel.
In het verhaal De kiekvogel uit 1958 maakte Anne Marie Doddel, de buurvrouw, vriendin en uiteindelijke echtgenote van Heer Bommel, haar opwachting. Bommel trouwt met haar in de laatste tekststrip die Toonder maakte, Het einde van eindeloos (1986).

### Diepere oorsprong van de personages
De setting voor de verhalen is in de verte geïnspireerd door het middeleeuwse dierdicht Van den vos Reynaerde. Heer Bommel kan in dit verband worden gelinkt aan de beer Bruun, Tom Poes aan de kater Tibaert, de Markies aan de haan Cantecleer, en Joost aan de hond van koning Nobel. Ook doet er vos mee in het verhaal Het slaagsysteem. Een ander personage met de gedaante van een vos is Joris Goedbloed, die opduikt in meerdere verhalen.

## Bommelsaga
De Bommelsaga, die vrijwel geheel van de hand van Marten Toonder zelf was, is als dagbladpublicatie in 177 tekststrips van 1941 tot en met 1986 gepubliceerd. Daarna is er in 2016 eenmalig een nieuw verhaal in verschillende kranten verschenen, deze keer van Henk Hardeman en Henrieke Goorhuis.
Hoewel in de eerste verhalen Tom Poes de hoofdpersoon was, werd heer Bommel uiteindelijk het belangrijkste personage.

### Overzicht van verhalen en boekuitgaven

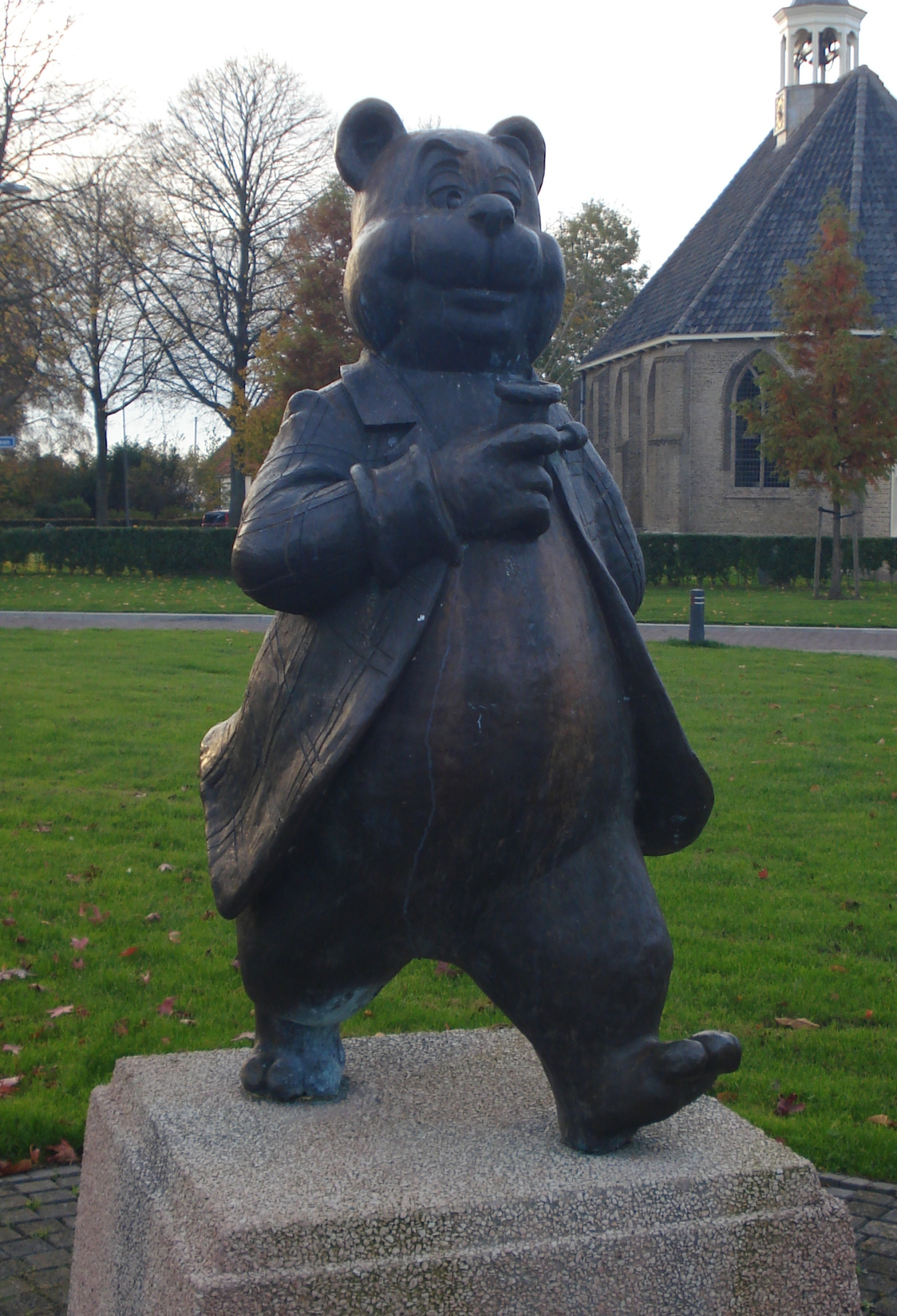
Standbeeld van Olivier Bommel in Goeree-Overflakkee

#### De paperbackreeks 1967-1989, 1994-1997
De naar het oordeel van Toonder beste verhalen uit de Bommelsaga-reeks zijn in de periode 1967-1989 uitgegeven door De Bezige Bij, in de vorm van paperback met sterk verkleinde afbeeldingen en meestal een voorplaat van Phiny Dick. Toonder was zelf terughoudend over de herpublicatie van de overige verhalen. In de periode 1994-1997 is nog een aantal delen in een gele omslag uitgegeven door Uitgeverij Big Balloon.

#### Volledige werken1991-2002
De uitgeverij Panda heeft in de periode van 1991 tot 2001 de 177 verhalen van de dagbladpublicaties in 40 boeken opnieuw uitgegeven onder de titel Heer Bommel - Volledige werken - De dagbladpublikaties. Het is de enige integrale uitgave van de definitieve, door Toonder geautoriseerde versie van de Bommelsaga. Hans Matla was de drijvende kracht achter de realisatie van deze uitgave, onder volledige medewerking van Toonder.
Toonder heeft enkele stripstroken opnieuw moeten tekenen wegens verlies of beschadiging van de originele strips of clichés.
De verhalen zijn voorzien van een kort Voorwoord Marten Toonder, een bijdrage Uit het familiearchief door zijn zoon Eiso Toonder en een Verantwoording met de verworpen, de afgekeurde en de definitieve stripstroken, de vakantieaankondigingen, de eerder verschenen boekuitgaven en briefkaarten.

#### De oblongreeks 2008-2018
In 2008 begon De Bezige Bij in samenwerking met NRC Handelsblad een project om de 177 verhalen van de Bommelsaga in 60 delen uit te geven. De boeken zijn een reproductie van een eerdere versie uit de jaren tachtig en hebben een oblongformaat, met de strips in dezelfde vorm en afmeting als waarin deze in de krant verschenen. Het project is volgens de planning in 2018 afgerond.

### Thema's en motieven
In het totaal zijn er anno 2020 meer dan 3500 studies en publicaties verschenen over het werk van Toonder.
Pieter Steinz noemde "vier basisverhalen waarop inventief wordt gevarieerd":
1. de Reis naar een vreemd en vaak allegorisch buitenland;
2. de Vreemdeling zoals de wraakgier, de grauwe razer, de trullenhoedster, de blijdschapper, de loodhervormer;
3. het Voorwerp zoals de Pikkinring, de oloroon, de transmieter, de weetmuts, de verdwijnpunter, de vergelder;
4. het Complot tegen Heer Bommel en de andere burgers van Rommeldam.

Een ander vaker optredend thema is opvoeding en Heer Bommel als opvoeder of pedagoog, zoals in Het huilen van Urgje, De toekomer, De grauwe razer, De Kon Gruwer, De opvoedering, De vrezelijke krakken, De zwelbast, Het monster-ei en De weetmuts.
In 2007 publiceerde Willem Venerius een boek over het gebruik van occulte elementen in de Bommelsaga. Hij citeert daarbij een artikel van Mary Heijboer-Barbas dat laat zien dat Toonder goed bekend was met occulte literatuur en daar ook veel elementen van gebruikte. Voorbeelden van dergelijke verhalen zijn De wilde wagen (hermetisme), De trullenhoedster (magie, vrijmetselarij en heksenvervolging), Het booroog (I Tjing, theosofie en vrijmetselarij), De astromanen (astrologie), De blijdschapper (magie), De waarde-ring (magische ringen) en De Grote Onthaler (alchemie en religies).
In de Bommelsaga komen elementalen of 'eenkanters' voor. Deze reeds door Paracelsus als werkelijk bestaande wezens opgevatte mythische wezens zijn verbonden met een van de vier elementen uit de oudheid. Voorbeelden van deze 'eenkanters' in de Bommelsaga zijn de 'breinbaas' Kwetal, de 'liefdadiger' Lieven Brekel, Pee Pastinakel, Wammes Waggel en Agiel de Vuur-salamander.
De verhalen worden vaak, maar zeker niet altijd, afgesloten bij "een eenvoudige doch voedzame maaltijd" (wat dus het tegenovergestelde is in werkelijkheid) Daarbij zitten alle of de meeste hoofdpersonen uit het desbetreffende verhaal in Bommelstein aan tafel. Soms zijn daar zelfs tegenstanders bij, of iemand met wie Heer Bommel het vaak aan de stok heeft; vooral commissaris Bulle Bas.

### Bewerkingen
De bewerkingen van verhalen van de Bommelsaga bestaan uit een verfilming, een musical en een hoorspelserie.

#### Verfilming:Als je begrijpt wat ik bedoel(1983)
In 1983 produceerde Rob Houwer de lange animatiefilm Als je begrijpt wat ik bedoel, naar een scenario van Toonder. De film berust op het verhaal De zwelbast uit 1957, en enigermate ook op Het monster-ei uit 1942.

#### Musical:De trullenhoedster(1998)
Olivier B. Bommel en de Trullenhoedster is een musical uit 1998. Het is gebaseerd op het verhaal Heer Bommel en de trullenhoedster uit 1966.

#### Hoorspel:Bommel(2007-2010)
Bommel, hoorspelserie naar de verhalen van Marten Toonder is een uit 440 delen bestaande reeks hoorspelen van 75 verhalen die van 2007 tot 2010 door de NPS is uitgebracht. Het laatste halfjaar verscheen de reeks onder de titel Het beste van Bommel. Peter te Nuyl bewerkte de verhalen en was de eindregisseur.

### Studies naar de Bommelsaga
Er zijn diverse publicaties verschenen met studies naar de Bommelsaga.
De leraar Rob Godthelp heeft in de zeventiger jaren naar aanleiding van de belangstelling van zijn leerlingen voor strips geschreven over de taalmiddelen en belangrijke rol van ironie in de Bommelverhalen, zowel in tekst als in beeld.
In 2007 publiceerde Jenno Witsen de Bommel reisgids over de locaties uit de Bommelsaga. Het boek heeft een voorwoord is van oud-minister Pieter Winsemius en omschrijft aan de hand van een aantal excursies het parallelle universum van de Bommelsaga. Het boek bevat kaarten, tekst en tekeningen.
In 2011 verscheen van de hand van Paul Verhaak met een voorwoord is van de bioloog Midas Dekkers de Bommelparade. Het bestaat uit een alfabetisch volledig overzicht van personages uit de Bommelsaga met een portretten. Naast de 'officiële' namen worden ook allerlei verhaspelingen genoemd, zoals degene die door kapitein Wal Rus worden gebezigd.
Veel van de publicaties gingen over de wereld en het bijzondere taalgebruik van Toonder.

## Erkenningen voor Toonder
In 1954 werd Toonder opgenomen als lid van de Maatschappij der Nederlandse Letterkunde, waarmee hij als literator werd erkend. De discussie over het literair gehalte van de Tom Poes-verhalen zou hierna nog jaren voortduren. Met het verschijnen van het verhaal De bovenbazen in 1964 verstomde deze discussie. Sindsdien zijn Toonders literaire kwaliteiten onomstreden.
In 1982 ontving Toonder de Stripschapprijs.
In de periode 2009-2013 werd de Marten Toonderprijs driemaal uitgereikt aan striptekenaars die een bijdrage hadden geleverd aan de Nederlandse cultuur.
In 2016 werd ter gelegenheid van het 75-jarig bestaan van Tom Poes een speciale postzegel uitgebracht door PostNL, waarop Tom Poes en Olivier B. Bommel zijn uitgebeeld met bekende uitspraken van hen.

## Trivia
In Zoeterwoude bevindt zich Museum De Bommelzolder. In dit museum is een grote collectie met werken van Toonder.
In juli 2022 opende in Assen het Bommel en Tom Poesmuseum.